# Carabobo (subte de Buenos Aires)
Carabobo es una estación de la línea A del Subte de Buenos Aires.

## Ubicación
Está emplazada debajo de la Avenida Rivadavia entre las avenidas Carabobo y Boyacá y las calles Terrero y Pumacahua en el barrio porteño de Flores, entre las estaciones Puán y San José de Flores.

## Historia
En un principio se preveía su inauguración para noviembre de 2008, pero finalmente fue inaugurada junto con la estación Puán el día martes 23 de diciembre de ese año por el Jefe de Gobierno Mauricio Macri. Funcionó como estación terminal hasta el viernes 27 de septiembre de 2013 que fue inaugurada la estación terminal San Pedrito.

## Hitos urbanos
- Avenida Boyacá
- Basílica de San José de Flores

## Imágenes

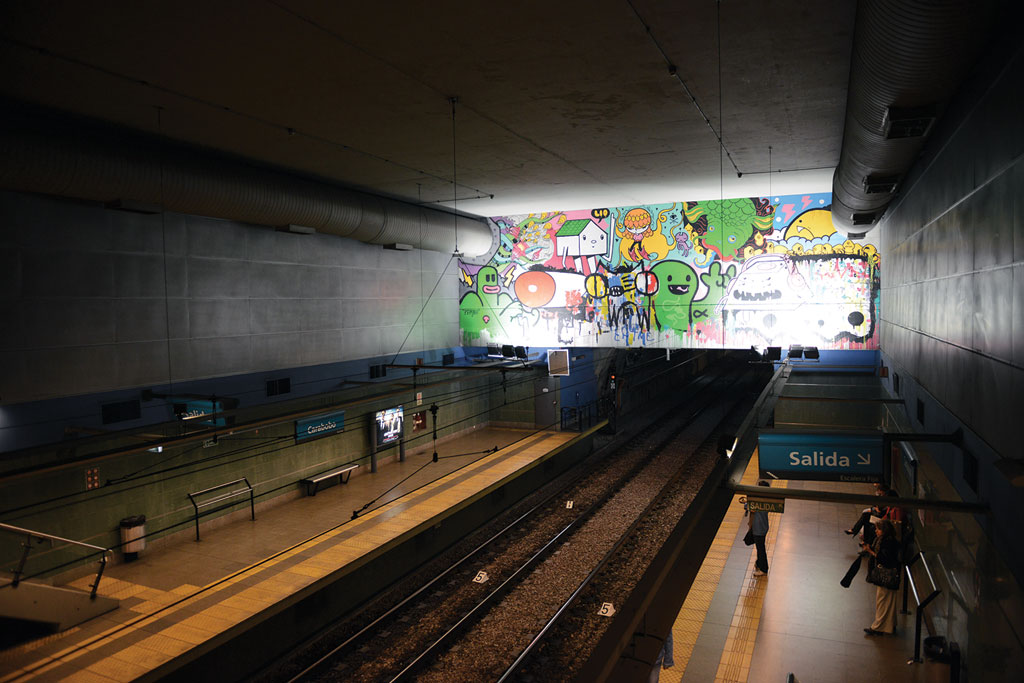
Panorama general
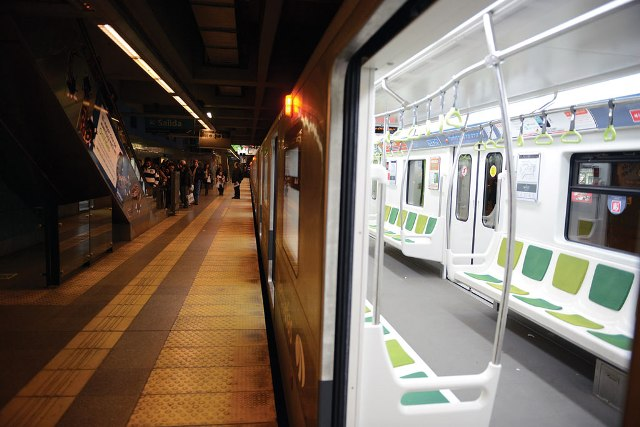
Coche detenido
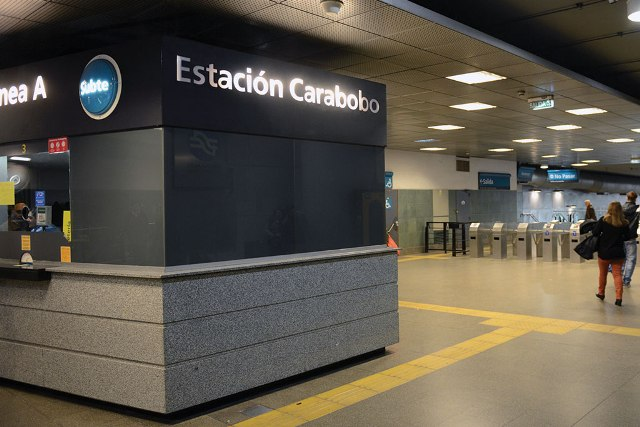
Boleterías
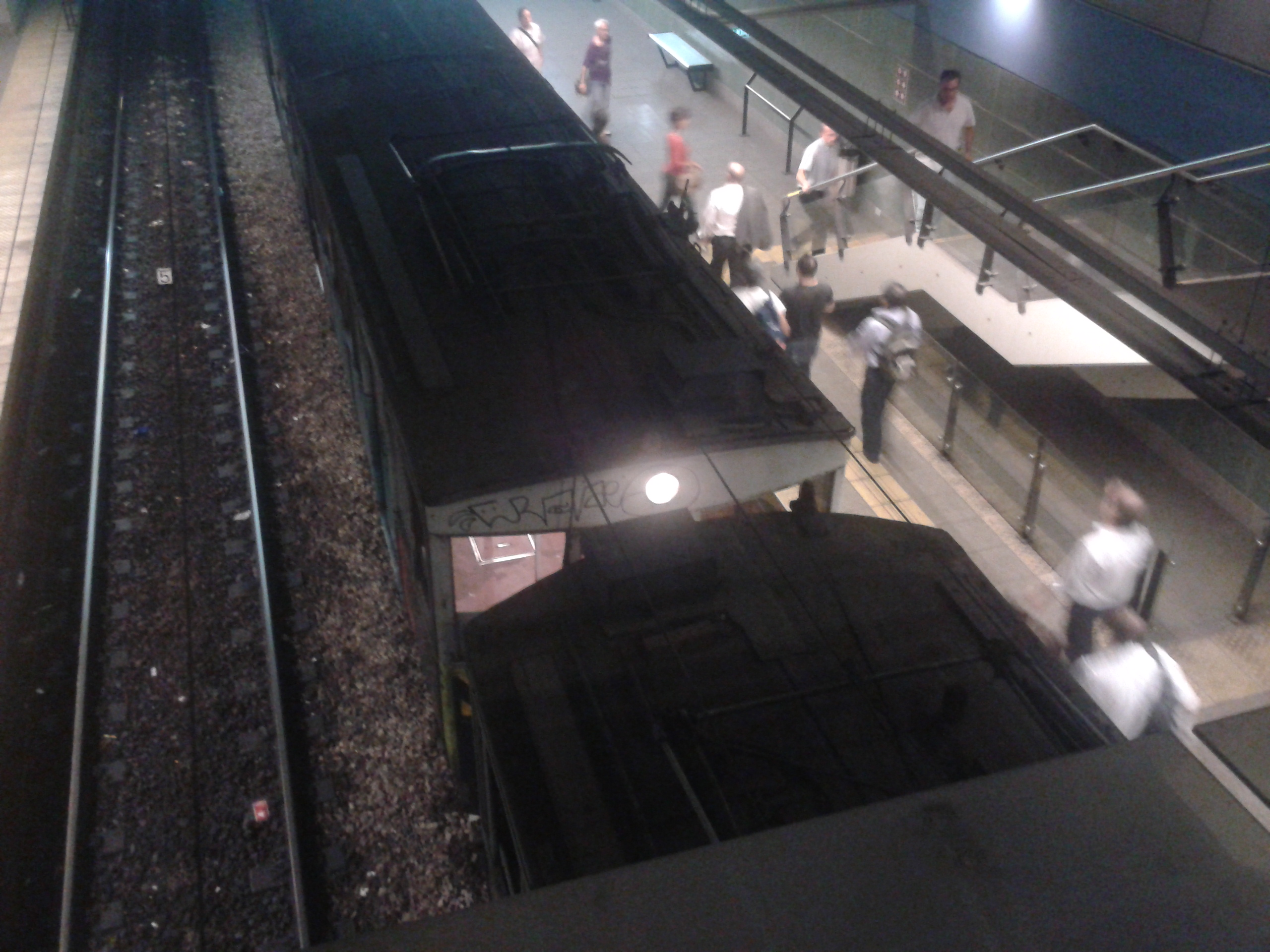
Dos coches la Brugeoise
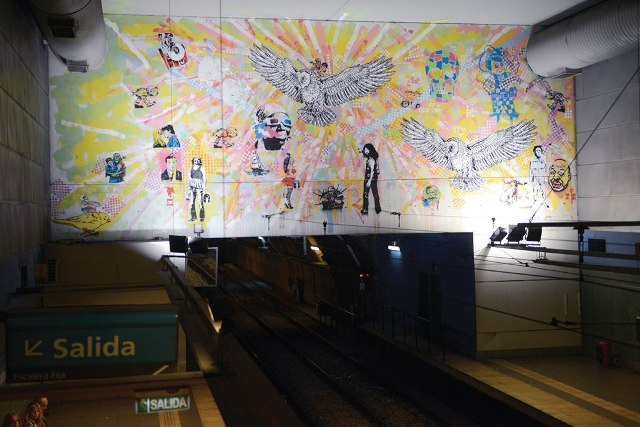
Mural lado sur